# DIPA-CRISPR
DIPA-CRISPR,(abreviatura de ‘‘direct parental’’ CRISPR) é uma abordagem CRISPR-Cas9 para permitir a edição de genes em insetos por injeção direta em adultos de ribonucleoproteínas Cas9.
A técnica envolve a injeção de materiais de edição genética no inseto mãe enquanto os ovos estão se desenvolvendo. Fazer isso introduz mutações nos óvulos em desenvolvimento que são herdados, criando descendentes que carregarão as mudanças genéticas desejadas.

## Descoberta
Pesquisadores em 2022 estabeleceram com sucesso nocautes genéticos em baratas, nas quais a microinjeção convencional de embriões não pode ser aplicada. DIPA-CRISPR tem o potencial de estender muito a aplicação da tecnologia de edição de genes a uma ampla diversidade de insetos.